# Сафаргулово
Сафаргу́лово (баш. Сәфәрғол) — деревня в Белорецком районе Башкортостана России, относится к Инзерскому сельсовету. 

## Население
| 2002 | 2009 | 2010 |
| ---- | ---- | ---- |
| 116  | ↘113 | ↘99  |

Национальный состав
Согласно переписи 2002 года, преобладающая национальность — башкиры (93 %).

## Географическое положение
Находится на правом берегу реки Инзер.
Расстояние до:
- районного центра (Белорецк): 104 км,
- центра сельсовета (Инзер): 14 км,
- ближайшей ж.-д. станции (Инзер): 14 км.

## История
Название происходит от личного башкирского имени Сафаргул (Сәфәрғол).